# Kikosi Maalum
Kikosi Maalum (que significa "Força Especial" em swahili) foi uma milícia de exilados ugandeses formados na Tanzânia para lutar contra o regime de Idi Amin. Liderados por Milton Obote, a Kikosi Maalum e a FRONASA, assim como vários grupos menores, incluindo o Movimento Salve Uganda e União da Liberdade de Uganda, formaram o grupo militar Exército de Libertação Nacional do Uganda (cujo braço político seria a Frente Nacional de Libertação do Uganda) em 1979 para combater ao lado das forças da Tanzânia contra Idi Amin. As forças da Kikosi Maalum foram comandadas por David Oyite-Ojok e Tito Okello.
Na década de 2010, 100 veteranos da Kikosi Maalum formaram a Kikosi Maalum Cooperative Society Limited para defender seus interesses e fazer lobby pelo reconhecimento do governo de seu papel na derrubada de Idi Amin.